# Modelo de Walfisch-Bertoni
El modelo Walfisch-Bertoni es un modelo de propagación desarrollado por Joram Walfisch y Henri Bertoni, que permite conocer el impacto que tienen los tejados y la altura de los edificios, por medio del uso de difracción, esto con el fin de predecir la intensidad de la señal a nivel de la calle. 

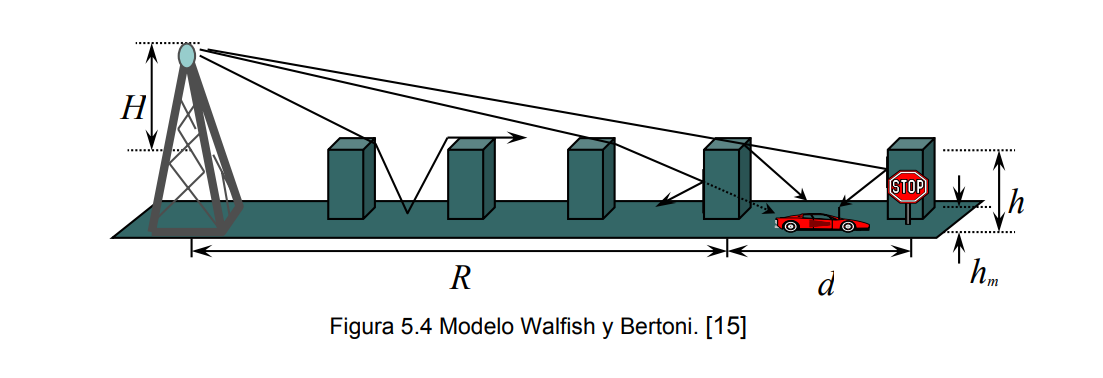
Gráfico relacionado con la dificultad entre la comunicación del transmisor y el receptor

Como se puede observar existe cierta dificultad de comunicación entre el transmisor y el receptor (que en este caso es el carro) debido a la presencia de edificios. Ahora bien, las variables que mencioné importantes y que se observar plasmadas en el gráfico corresponden a lo siguiente:
En donde: R= Distancia entre el transmisor y el receptor (km) h= Altura de los edificios (m) hm= Altura del receptor (m) d= distancia entre edificios (m) heb= Altura del transmisor (m) H= La altura promedio de la antena (m)
{\displaystyle H=heb-h} ecuación [1]
El modelo considera que la pérdida de trayectoria, S, es un producto de tres factores.
{\displaystyle S=P_{0}Q^{2}P_{1}}Ecuación [2]
En donde: {\displaystyle P_{0}=} Pérdida de trayectoria en el espacio libre.
Se da a partir de:
{\displaystyle P_{0}=({\operatorname {\lambda }  \over \operatorname {4\pi R} })^{2}}Ecuación [3]
Además {\displaystyle Q^{2}} se considera como la reducción en la señal de la azotea debido a la hilera de edificios que ensombrecen al receptor al nivel de la calle. 
Y finalmente se obtiene  el cual se basa en las pérdidas por difracción y realmente tiene sentido, ya que estas se dan por el bloque de ondas secundarias dejando así que sólo una porción de energía sea difractada alrededor del obstáculo. 
{\displaystyle {\operatorname {E} \!d \over \operatorname {E} \!o}=F(v)={\operatorname {1+j}  \over \operatorname {2} }\int _{2}^{\infty }exp(-{\operatorname {j\pi }  \over \operatorname {2} }t^{2})dt} Ecuación [4]
En donde se relacionan: 
Ed= Intensidad del campo eléctrico
Eo= Fuerza de campo del espacio libre en ausencia del suelo.
En la ecuación compleja de Fresnel es posible relacionar las distancias entre los dos extremos del trayecto a la cima del obstáculo, sin embargo, no nos vamos a basar en estos conceptos ahora. 
Ahora bien, es posible determinar también la pérdida del trayecto en dB la cual está dada por: 
{\displaystyle S(dB)=Lo+Lrts+Lms} Ecuación [5]
Lo = Pérdida de espacio libre.
Lrts = Pérdida de difracción y disperción de techo a lo calle.
Lms = Difracción multipantalla
Cada una de ella se da por medio de:
{\displaystyle L_{o}=32.4+20log(R)+20Log(f)}  Ecuación [6]
{\displaystyle Lrts=-8.2+20Log(a)+20Log(H)+Lori} Ecuación [7]
Nuevos términos como a y L ori  y, que corresponden a:
a= Anchura de la calle.
L ori= Factor de corrección.
Este factor cuenta con ciertas condiciones, estas se hallan teniendo en cuenta el ángulo “alfa” que nos plantea el modelo original
Este último cuenta con ciertas condiciones:
{\displaystyle Lori={\begin{cases}-10+0.354\varphi ,&{\text{para }}0^{\circ }\leq \varphi \leq 35^{\circ }{\text{ }}\\2.5+0.075(\varphi -35),&{\text{para }}35^{\circ }\leq \varphi \leq 55^{\circ }{\text{ }}\\4.0+0.114(\varphi -55),&{\text{para }}55^{\circ }\leq \varphi \leq 90^{\circ }{\text{ }}\end{cases}}}
Y finalmente:
{\displaystyle Lms=Lbsh+Ka+Kd*Log(R)+Kf*Log(f)-9*Log(b)}  Ecuación [8]
En donde:
{\displaystyle Lbsh={\begin{cases}-18Log(10)(1+H)\displaystyle ,&{\text{para }}hb>hr{\text{ }}\\0\displaystyle ,&{\text{para }}hb\leq hr{\text{ }}\end{cases}}}
{\displaystyle \triangle hb=H}(Altura promedio de la antena)
hb= heb (Altura del receptor)
hr=h (Altura de los edificios)
{\displaystyle k_{a}={\begin{cases}54,&{\text{para }}hb>hr\\54-0.8\triangle ,&{\text{para }}hb\leq hr\geq 0.5km\\54-\left({\frac {0.8\triangle hb}{d*5}}\right),&{\text{para }}hb\leq hryd<0.5km\end{cases}}}
{\displaystyle Lbsh={\begin{cases}-18Log(10)(1+H)\displaystyle ,&{\text{para }}hb>hr{\text{ }}\\0\displaystyle ,&{\text{para }}hb\leq hr{\text{ }}\end{cases}}}
{\displaystyle k_{d}={\begin{cases}18&{\text{para }}hb>hr{\text{ }}\\18-15*\left({\frac {\triangle h_{b}}{hr}}\right)&{\text{para }}hb\leq hr{\text{ }}\end{cases}}}
{\displaystyle k_{f}={\begin{cases}-4+0.7\left({\frac {f}{935-1}}\right)\displaystyle ,&{\text{para ciudades de tamaño medio y entornos suburbanos con densidad moderada de vegetacion }}\\-4+1.5\left({\frac {f}{935-1}}\right)\displaystyle ,&{\text{para centros metropolitanos}}\end{cases}}}

Este modelo está siendo considerado para su uso por el UIT-R en las actividades de las normas IMT-2000.